# Операција Уједињених нација Сомалија 1
Операција УН-а Сомалија 1 (УНОСОМ 1) је први дио операције УН-а да успостави мир и омогући хуманитарну помоћ Сомалији. Операција је почела у априлу 1992. и остала ту до децембра 1992. када ју је замијенила операција УНИТАФ. Послије дисолуције УНИТАФ-а у мају 1993. та УН мисија се назвала УНОСОМ 2.

## Позадина
Пратећи ерупцију и ескалацију грађанског рата у Сомалији 1991, УН и ОАУ су биле шокиране резултатом овога конфликта. Од сомалијске популације која је бројала 4,5 милиона људи половина њих је била на ивици сиромаштва, нарочито у руралним крајевима земље. 300 хиљада људи је умрло у првим мјесецима 1992.
УН је дошао у Сомалију у почетку 1991. када је почео грађански рат. УН-ово особље је било распоређено у седам региона током спорог успостављања мира. Резолуције 733 и 746 су евентуално помогле да се непријатељство између двије кључне фракције обустави и потпише мир почетком маја 1992. Ова операција је помагана од других интернационалних савеза.

## Стварање УНОСОМ-а 1
УН који је давао подршку свим фракцијским лидерима је осјећао да су потребне мировне снаге да се обуставе непријатељства и да помогну осталим мировним операцијама. Крајем Априла 1992. Савјет Безбједности је усвојио резолуцију 751 која је предвиђала долазак 50 трупа мировних снага у Сомалију да прате ко шири непријатељства. Резолуција је такође дозвољавала евентуално појачање мировних снага на тлу Сомалије ако то буде потребно. Прве трупе су дошле у Могадиш почетком јула 1992.

## Ефекат УНОСОМ-а 1
Долазак УН-ове помоћи није зауставио непријатељства. Борба је настављена и довела УН-ову операцију до великог ризика. Сомалијски државни врх, енерал Мохамед Фарах Аидид и „предсједник“ Али Махди Мухамед су хтјели да буду преговарачи, а у ствари само су жељели да избаце мировне снаге из земље, говорећи да је све под контролом. У августу 1992. Савјет безбједности је наредио слање још 3.000 трупа у Сомалију. Ове трупе никада нису послане.
Четвртог квартала 1992. ситуација у Сомалији је почела да се погоршава. Фракције у Сомалији су се почеле да се раздвајају у још мање фракције и поново се нападајући. Дистрибуција хране је може се рећи још више погоршала односе у Сомалији. Бродови који су довозили хуманитарну помоћ су нападани и отимани, авиони су рушени а конвоји са хуманитарном помоћи су нападани док су стотине умирале од глади чекајући помоћ. Новембра 1992. генерал Мухамед Фарах Аидид се одваја од мировних снага и долази на власт Хабр Гедир клана који ће задавати велике невоље Америчкој војсци.